# بخش دیندیگل
بخش دیندیگل (به انگلیسی: Dindigul district) یک بخش در هند است که در تامیل نادو واقع شده‌است. بخش دیندیگل ۲٬۱۵۹٬۷۷۵ نفر جمعیت دارد.